# Mary Milne (Leichtathletin)
Mary Milne (verheiratete Dumbrill; * Juli 1914) ist eine ehemalige britische Hochspringerin.
1934 wurde sie bei den British Empire Games 1934 für England startend Vierte und gewann Silber bei den Frauen-Weltspielen.
Dreimal wurde sie Englische Meisterin im Freien (1932, 1933, 1935) und zweimal in der Halle (1935, 1936). Ihre persönliche Bestleistung von 1,60 m stellte sie am 27. Juli 1935 in Mitcham auf.